# Salima
Pour l’article homonyme, voir Salima (Liban).
Salima est une ville de la  Région centrale du Malawi, chef-lieu du district du même nom.
Salima est desservie par Malawi Railways.

## Climat
| Mois                                | jan.  | fév.  | mars  | avril | mai   | juin | jui.  | août  | sep. | oct. | nov. | déc.  | année   |
| ----------------------------------- | ----- | ----- | ----- | ----- | ----- | ---- | ----- | ----- | ---- | ---- | ---- | ----- | ------- |
| Température minimale moyenne (°C)   | 21,4  | 21,3  | 21,4  | 20,7  | 17,9  | 15,9 | 15,8  | 16,9  | 18,7 | 21,3 | 22,3 | 22,2  | 19,6    |
| Température moyenne (°C)            | 24,8  | 24,7  | 25    | 24,8  | 22,5  | 20,7 | 20,7  | 21,9  | 24,1 | 26,4 | 26,9 | 25,6  | 24      |
| Température maximale moyenne (°C)   | 29,4  | 29    | 29,5  | 28,9  | 27,8  | 26,2 | 25,9  | 27,8  | 30,6 | 32,5 | 32,2 | 30,3  | 29,2    |
| Ensoleillement (h)                  | 182,9 | 173,6 | 229,4 | 261   | 294,5 | 279  | 275,9 | 300,7 | 300  | 310  | 270  | 207,7 | 3 084,7 |
| Précipitations (mm)                 | 339,4 | 266,4 | 254,4 | 92,5  | 10,7  | 2    | 0,4   | 0,4   | 0,3  | 6,4  | 43,6 | 250   | 1 266,5 |
| Nombre de jours avec précipitations | 18    | 16    | 14    | 7     | 2     | 1    | 1     | 1     | 1    | 2    | 5    | 14    | 82      |
| Humidité relative (%)               | 80    | 82    | 77    | 73    | 68    | 63   | 61    | 57    | 55   | 54   | 61   | 75    | 67      |

| Diagramme climatique                                  |             |               |              |              |           |             |             |             |             |              |             |
| J                                                     | F           | M             | A            | M            | J         | J           | A           | S           | O           | N            | D           |
| 29,421,4339,4                                         | 2921,3266,4 | 29,521,4254,4 | 28,920,792,5 | 27,817,910,7 | 26,215,92 | 25,915,80,4 | 27,816,90,4 | 30,618,70,3 | 32,521,36,4 | 32,222,343,6 | 30,322,2250 |
| Moyennes : • Temp. maxi et mini °C • Précipitation mm |             |               |              |              |           |             |             |             |             |              |             |